# Loro chi?
Loro chi? è un film commedia del 2015 diretto da Francesco Miccichè e Fabio Bonifacci e interpretato da Edoardo Leo e Marco Giallini.

## Trama
La pellicola è strutturata come un racconto che il protagonista legge a un redattore editoriale per la pubblicazione del suo secondo libro, dopo un primo non andato certo bene.
Le ambizioni di David, 36 anni, sono: guadagnare la stima e il rispetto del Presidente dell'azienda presso cui lavora, ottenere un aumento di stipendio e la promozione a dirigente. Un giorno il suo desiderio sembra avverarsi: si occuperà della presentazione di un brevetto rivoluzionario che gli farà meritare l'apprezzamento da sempre sognato. 
In una sola notte, però, l'incontro con Marcello, un truffatore molto abile che si finge un impacciato cameriere, gli cambierà per sempre la vita. David perde la fidanzata, il lavoro, i soldi e la casa. Disperato, riesce a rintracciare Marcello a un concerto e quest'ultimo si offre inaspettatamente di risarcirlo. David, invece di denunciarlo, lo segue per ottenere indietro i suoi soldi.  
L'esperto criminale, per risarcire David, decide di interpretare un famoso produttore televisivo e organizza una truffa ai danni della città di Trani, fingendo di utilizzarla come location di una serie televisiva. In seguito David, affascinato dalla vita avventurosa di Marcello e delle sue complici (Ellen e Mitra), decide di organizzare una grossa rapina ai danni della sua ex azienda, che risulterà essere, a sua volta, anche una truffa a suo danno.
La pellicola si chiude con l'ottenimento della pattuita somma di 50 mila euro per la cessione dei diritti per la pubblicazione della storia, con un redattore stupefatto nel constatare che i fogli costituenti il racconto sono, a eccezione della prima pagina che riporta il titolo omonimo della pellicola, tutti bianchi, e con il protagonista che, finalmente pagato per quanto ottenuto, inforca una bicicletta e si allontana.

## Produzione

### Regia
I registi del film sono Francesco Miccichè e Fabio Bonifacci. Entrambi sono stati candidati come Miglior Regista Esordiente ai David di Donatello 2016.

### Cast
Il cast è composto da Marco Giallini e Edoardo Leo, affiancati da Catrinel Menghia e Lisa Bor. In ruoli secondari appaiono Antonio Catania, Ivano Marescotti, Pippo Lorusso, Maurizio Casagrande e Vincenzo Paci.

## Distribuzione
Il primo trailer del film è stato diffuso da YouTube il 16 settembre 2015. La pellicola è uscita nelle sale il 19 novembre successivo, distribuita dalla Warner Bros..